# ليوبومير يوفانوفيتش
ليوبومير يوفانوفيتش هو مؤرخ وسياسي صربي، ولد في 2 فبراير 1865 في كوتور في الجبل الأسود، وتوفي في 10 فبراير 1928 في بلغراد في صربيا.